# Фернандо Калеро
Фернандо Калера Вілья (ісп. Fernando Calero Villa; 14 вересня 1995, Боесільйо, Іспанія) — іспанський футболіст, захисник клубу «Еспаньйол».

## Кар'єра
Калеро — вихованець клубів «Реал Вальядолід» і «Малага». 2014 року він почав виступати за дублерську команду «анчоусів». Влітку 2017 року Фернандо повернувся до «Вальядоліда», де для набуття ігрової практики почав виступати за дублерів. 6 вересня 2017 року в поєдинку Кубка Іспанії проти «Уески» Калеро дебютував за основну команду. 29 жовтня в матчі проти «Реус Депортіу» він дебютував в Сегунді. 27 травня 2018 року в поєдинку проти «Сарагоси» Фернандо забив свій перший гол за «Реал Вальядолід». За підсумками сезону Калеро допоміг команді вийти до еліти. 17 серпня в матчі проти «Жирони» він дебютував в Ла-Лізі.

## Статистика виступів

### За клуб
Станом на 1 лютого 2020.
| Клуб               | Сезон              | Ліга               | Ліга | Ліга | Кубок Іспанії з футболу | Кубок Іспанії з футболу | Європа | Європа | Інші | Інші | Загалом | Загалом |
| Клуб               | Сезон              | Дивізіон           | Ігри | Голи | Ігри                    | Голи                    | Ігри   | Голи   | Ігри | Голи | Ігри    | Голи    |
| ------------------ | ------------------ | ------------------ | ---- | ---- | ----------------------- | ----------------------- | ------ | ------ | ---- | ---- | ------- | ------- |
| Вальядолід Б       | 2016–17            | Сегунда Дивізіон Б | 37   | 1    | —                       | —                       | —      | —      | —    | —    | 37      | 1       |
| Вальядолід Б       | Загалом            | Загалом            | 37   | 1    | —                       | —                       | —      | —      | —    | —    | 37      | 1       |
| Вальядолід         | 2017–18            | Сегунда Дивізіон   | 23   | 1    | 4                       | 0                       | —      | —      | 4    | 1    | 31      | 2       |
| Вальядолід         | 2018–19            | Ла-Ліга            | 36   | 1    | 0                       | 0                       | —      | —      | —    | —    | 36      | 1       |
| Вальядолід         | Загалом            | Загалом            | 59   | 2    | 4                       | 0                       | —      | —      | 4    | 1    | 67      | 3       |
| Еспаньйол          | 2019–20            | Ла-Ліга            | 13   | 0    | 2                       | 0                       | 5      | 0      | 0    | 0    | 20      | 0       |
| Еспаньйол          | Загалом            | Загалом            | 13   | 0    | 2                       | 0                       | 5      | 0      | 0    | 0    | 20      | 0       |
| Загалом за кар'єру | Загалом за кар'єру | Загалом за кар'єру | 109  | 2    | 6                       | 0                       | 5      | 0      | 4    | 1    | 124     | 3       |

1. ↑  4 гри і 1 гол у плей-оф за вихід до Ла-Ліги